# Bùi Vĩ Hào
Bùi Vĩ Hào (Long Xuyên, 24 de febrero de 2003) es un futbolista vietnamita que juega en la demarcación de delantero para el Becamex Bình Dương FC de la V.League 1.

## Selección nacional
Tras jugar en varias categorías inferiores de la selección, finalmente hizo su debut con la selección absoluta de Vietnam el 13 de octubre de 2023 en un encuentro amistoso contra Uzbekistán que finalizó con un resultado de 2-0 a favor del combinado uzbeko tras los goles de Husniddin Aliqulov y Oston Urunov.

## Clubes
| Club                  | País    | Año   | Partidos | Goles |
| --------------------- | ------- | ----- | -------- | ----- |
| Becamex Bình Dương FC | Vietnam | 2022- | 85       | 10    |